# Структура (философия)
Структу́ра (от лат. structūra «строение, устройство; связь или расположение составных частей»)  — совокупность устойчивых связей частей объекта, обеспечивающих его целостность и тождественность самому себе, т.е. сохранение основных свойств при различных внешних и внутренних изменениях.
По своему значению термин «структура» в философском смысле отличается от слова «структура» в обыденной речи и в ряде наук, где оно обычно означает «внутреннее устройство, строение».
Примером структуры в философском смысле может служить совокупность ковалентных связей в молекуле (в то время как под структурой молекулы в обыденном смысле понимается то, из каких и каким образом расположенных в пространстве атомов состоит молекула).
Другим примером являются перцептивные структуры (гештальт-качества), открытые в 1890 году австрийским психологом Христианом Эренфельсом.
В философии лингвистики под структурой предложения подразумевается связь слов в предложении.
Структура, наряду с концептом и субстратом, является одним из аспектов представления некоторой вещи в виде системы. При этом структура занимает как бы промежуточное положение между концептом и субстратом, а в модели системы часто рассматриваются отношения концепт↔структура и структура↔субстрат.
Категория структуры рассматривается в диалектическом материализме в качестве одной из самых существенных категорий в познании.